# Neptis lasara
Neptis lasara är en fjärilsart som beskrevs av Hans Fruhstorfer 1899. Neptis lasara ingår i släktet Neptis och familjen praktfjärilar. Inga underarter finns listade i Catalogue of Life.